# Placówka Straży Granicznej I linii „Wierciochy”
Placówka Straży Granicznej I linii „Wierciochy” – jednostka organizacyjna Straży Granicznej pełniąca służbę ochronną na granicy polsko-niemieckiej w okresie międzywojennym.

## Formowanie i zmiany organizacyjne
Rozporządzeniem Prezydenta Rzeczypospolitej Polskiej Ignacego Mościckiego z 22 marca 1928 roku, do ochrony północnej, zachodniej i południowej granicy państwa, a w szczególności do ich ochrony celnej, powoływano z dniem 2 kwietnia 1928 roku  Straż Graniczną.
Rozkazem nr 2 z 16 stycznia 1939 roku w sprawie przejęcia odcinka granicy polsko-niemieckiej od Korpusu Ochrony Pogranicza na terenie Mazowieckiego Okręgu Straży Granicznej oraz przekazania Korpusowi Ochrony Pogranicza odcinka granicy na terenie Wschodniomałopolskiego Okręgu Straży Granicznej, komendant Straży Granicznej płk Jan Gorzechowski przeniósł komisariat SG „Janówka” do Raczek.  Tym samym rozkazem utworzył placówkę I linii „Wierciochy”.

## Dowódcy placówki
| stopień          | imię i nazwisko | okres pełnienia służby    | kolejne stanowisko |
| ---------------- | --------------- | ------------------------- | ------------------ |
| starszy strażnik | Stanisław Snita | p.o. 1 III 1939 – IX 1939 |                    |